# Robert Elliott Speer
Robert Elliott Speer (né à Huntingdon, en Pennsylvanie, le 10 septembre 1867 et mort le 23 novembre 1947) était un pasteur presbytérien américain influent, qui a dirigé le service missionnaire presbytérien américain pendant 46 ans, de 1891 à 1937.

## Biographie
Robert E. Speer a étudié à la Phillips Academy et à Princeton dont il a obtenu les diplômes respectivement en 1886 et 1889, et a étudié au Séminaire théologique de Princeton en 1890-1891.
A l'instigation de son contemporain John Mott, il a été recruteur itinérant pour le Mouvement Étudiant Bénévole (Student Volunteer Movement, SVM) en 1889-1890. Pendant cette année, il réussit à enrôler 1 100 étudiants dans différents programmes missionnaires protestants.
En 1891, il a été nommé secrétaire de la Société des Missions presbytérienne américaine. Il a effectué des visites auprès des missions en Perse, Inde, Chine, Corée et Japon en 1896-1897, et en Amérique du Sud en 1909 et,encore d'autres tournées de visites par la suite. À Princeton, il a été grandement influencé par Arthur Tappan Pierson. Sous sa direction, les missions à l'étranger de l'église Presbytérienne ont été couronnées de succès remarquables. Il a pris sa retraite en 1937.
Il est décédé le 3 novembre 1947.

## Théologie
Bien qu'il ait publié deux articles dans Les Fondamentaux, il est souvent considéré comme un libéral, car il se rangea du côté de l'Église Presbytérienne des États-Unis et s'opposa à John Gresham Machen lors des controverses anti-libérales/anti-modernistes des années 1930,. Il estimé que Karl Barth offrait « un élément essentiel de la restauration d'aspects de la vérité, qui ne seront pas facilement perdus à nouveau. »

## Influence
Speer a écrit de nombreux sermons, articles, brochures et livres parmi lesquels des biographies, des commentaires bibliques et des éléments sur la vie chrétienne. La plupart traitent de principes et de pratiques missionnaires, mais certains s'attaquent aussi à des problèmes sociaux controversés. Il a le premier formulé les fameux « quatre principes de Jésus » qui ont été par la suite incorporés dans les idées fondamentales du Réarmement moral et dans celles des Alcooliques Anonymes sous le noms de « quatre critères moraux absolus » ou parfois simplement de « quatre critères » (four standards). Fondant son point de vue sur ses propres recherches bibliques, Speer considérait ces quatre principes comme l'un des principaux enseignements de Jésus : la pureté, l'honnêteté, le désintéressement et l'amour. L'initiateur de ces mouvements, le Dr Frank Buchman, tenait Robert E. Speer en haute estime, et il a utilisé une version des quatre principes de Robert E. Speer retravaillée par le Pr Henry Burt Wright de Yale.

## Publications
- The Man Christ Jesus (1896)
- A Memorial of a True Life: Biography of H. M. Beaver (1898)
- The Man Paul (1900)
- Presbyterian Foreign Missions (1901)
- Missionary Principles and Practice (1902)
- The Principles of Jesus (1902) (lire en ligne)
- A Memorial of Horace Tracy Pitkin (1903)
- Young Man's Questions (1903)
- Missions and Modern History (two volumes, 1904)
- The Marks of a Man (1907)
- Christianity and the Nations (1910)
- The Light of the World (1911)
- South American Problems (1912)
- Studies of Missionary Leadership (1914)
- John's Gospel (1915)
- The Stuff of Manhood (1917)
- The Christian Man the Church and the War (1918)
- The Gospel and the New World (1919)
- A Missionary Pioneer in the Far East (1922)
- Seeking the Mind of Christ (1926)
- The Unity of the Americas (1926)
- Some Living Issues (1930)
- The Finality of Jesus Christ (1933)
- Five Minutes a Day (1943)
- George Bowen of Bombay (1938)